# Löwenstein-Wertheim

Wappen derer von Löwenstein-Wertheim

Die Löwenstein-Wertheim sind ein in zwei fürstlichen Linien bestehendes hochadeliges deutsches Adelsgeschlecht, das aus einem um 1460 abgespaltenen morganatischen Seitenzweig der kurpfälzischen Linie des Hauses Wittelsbach entstanden ist.

## Geschichte

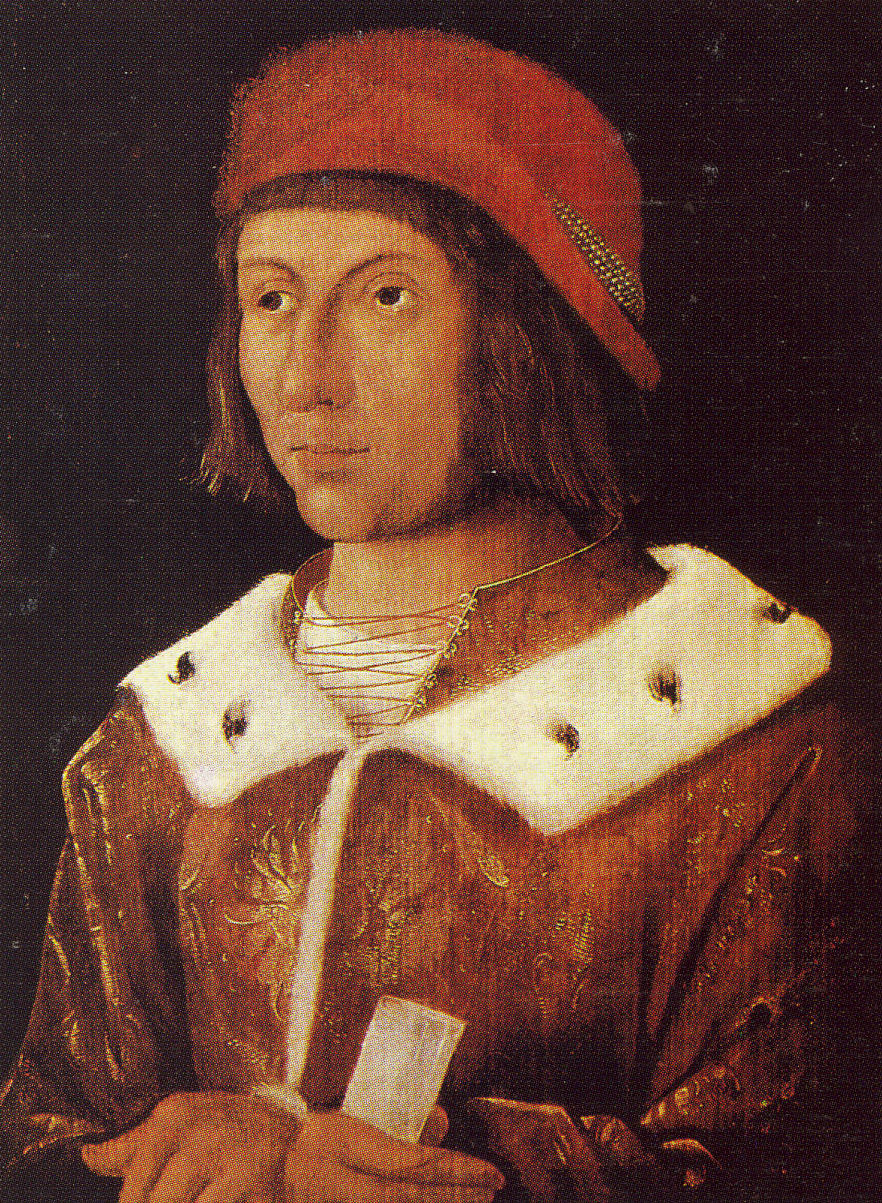
Kurfürst Friedrich I. von der Pfalz, Vater Ludwigs I. von Löwenstein

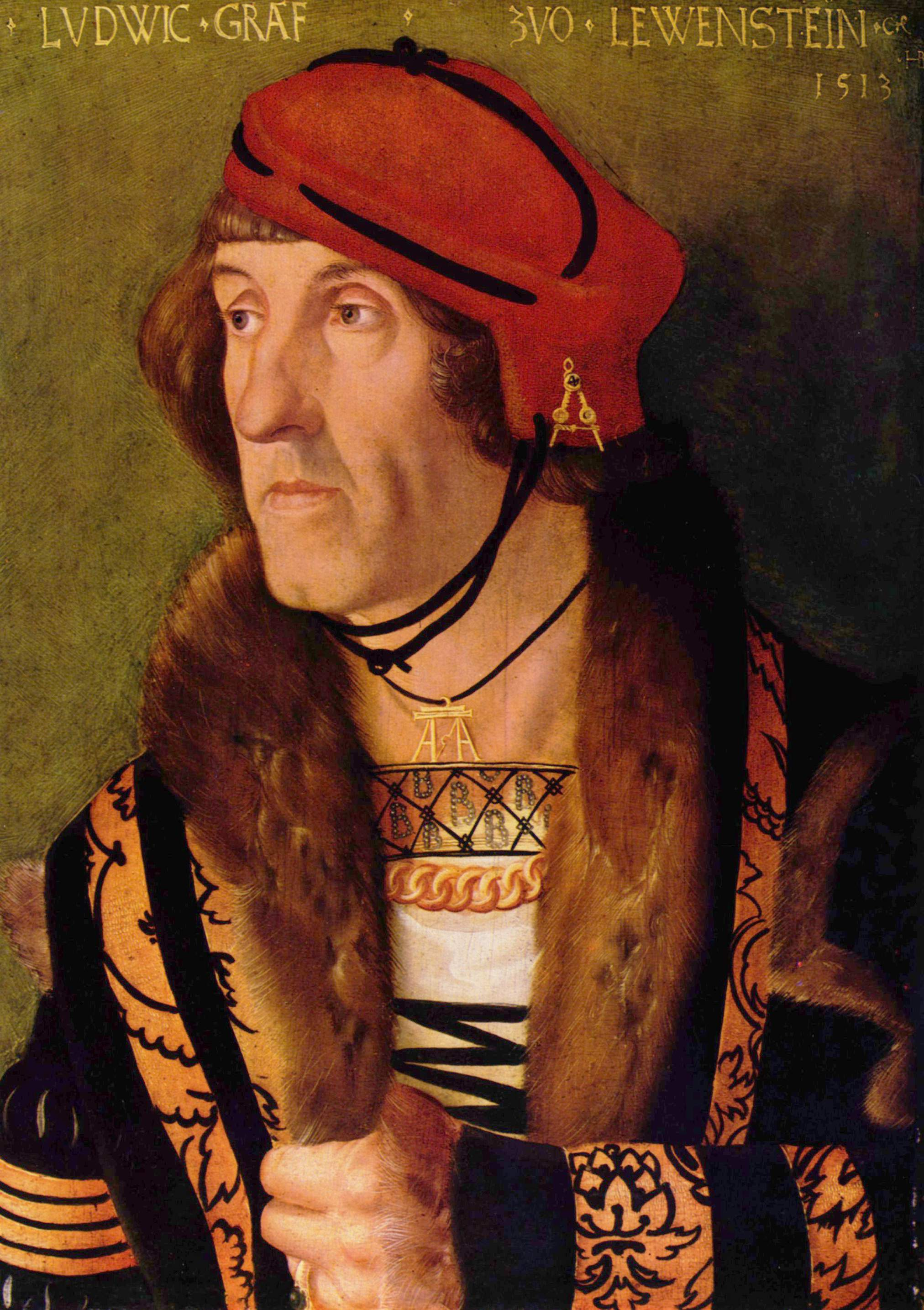
Graf Ludwig I. von Löwenstein, 1513 gemalt von Hans Baldung

### Löwenstein-Wertheim
Das heutige Haus Löwenstein-Wertheim geht zurück auf Ludwig von Bayern, auch Graf Ludwig I. von Löwenstein genannt (1463–1524), einen Sohn des pfälzischen Kurfürsten Friedrich I. aus dem Hause Wittelsbach und der Münchner Hofdame Clara Tott aus Augsburg. Friedrich I., genannt der Siegreiche, regierte nach dem Tod seines Bruders Ludwig IV. von 1449 bis 1451 als Vormund seines einjährigen Neffen Philipp, adoptierte ihn 1451 und leitete aus dieser sogenannten „Arrogation“ sein eigenes Recht als Kurfürst ab. Als Friedrich I. seinen minderjährigen Neffen adoptierte und an dessen Stelle selbst die Kurfürstenwürde annahm, musste er Ehelosigkeit geloben, um dem Thronfolger später keine Miterben zu bescheren, die ihm sein rechtmäßiges Erbe eventuell streitig machen könnten.
Aus einer 1459 beginnenden Liebesbeziehung zwischen Kurfürst Friedrich I. und der Münchner Hofdame Clara Tott aus Augsburg gingen zwei Söhne hervor, für die ihr Vater – außer bei einem Aussterben der legitimen Linie – auf die Erbfolge verzichtete. Beide Söhne werden in einer Vielzahl von Dokumenten als ehelich anerkannt, doch ist der Zeitpunkt der elterlichen Eheschließung unklar; einige Quellen nennen das Jahr 1462. Publik wurde die geheime Heirat erst 1472, als Friedrich, der erstgeborene Sohn, die Aufnahme als Kleriker in die Domstifte von Speyer und Worms anstrebte und deshalb eine zweifelsfreie eheliche Abstammung nachweisen musste. Im gleichen Jahr und schon einmal 1470 hatte der zukünftige Kurfürst Philipp der Aufrichtige seinen Onkel, Kurfürst Friedrich I., urkundlich von dem zu seinen Gunsten abgelegten Versprechen der Ehelosigkeit entbunden. Aus Gründen der Staatsräson hielt man die ganze Sachlage aber möglichst geheim. Clara Tott wurde nach dem Tode ihres Mannes von dessen Nachfolger Philipp sogar über Jahre hinweg in Gefangenschaft gehalten, nur um die tatsächlichen Familienverhältnisse nicht an die breite Öffentlichkeit dringen zu lassen. Die frühen Geschichtsschreiber drücken sich meist unklar und sehr vorsichtig über den Fall aus, da sie bei der mächtigen Kurpfalz nicht in Ungnade fallen wollten. Spätere Historiker übernahmen diese unklaren Formulierungen von ihren Vorgängern, zumal das Thema durch die fortschreitende Zeit dynastisch und historisch an Bedeutung verlor. Erst die rechtskundigen Historiker Johann Ludwig Klüber und August Wilhelm Heffter haben im 19. Jahrhundert diesbezüglich nachhaltig geforscht und sehr ausführliche Abhandlungen darüber verfasst, die anhand verschiedener Quellen eine eheliche Geburt beider Söhne Friedrichs I. und Clara Totts belegen sowie stichhaltige Beweise dafür liefern, dass Clara Tott schon aufgrund ihrer hohen Stellung am bayerischen Fürstenhof adeliger Herkunft gewesen sein muss. Da eine Eheschließung als nahezu sicher angenommen wird, sind die Löwenstein keine Bastardlinie, sondern ein morganatischer Nebenzweig der Wittelsbacher, vergleichbar etwa den Raugrafen von der Pfalz, den Fürsten von Bretzenheim oder den Grafen von Wartenberg (siehe: Morganatische und außereheliche Abkömmlinge der Wittelsbacher).
Die beiden Söhne von Kurfürst Friedrich I. und Clara Tott waren:
- Friedrich von Bayern (* um 1460; † 16. Oktober 1474); seit 1472 Kanoniker am Domstift Speyer, dann auch am Domstift Worms, starb noch zu Lebzeiten seines Vaters und wurde – gleich ihm – in der Heidelberger Franziskanerkirche beigesetzt. Sein dortiger Epitaph bezeichnete ihn ausdrücklich als „ehelichen Sohn“ des Kurfürsten. Der Grabstein, mit Bildnis Friedrichs in Klerikerkleidung, befand sich noch 1716 in dieser Kirche, allerdings schwer beschädigt durch die Franzosen.[4]
- Ludwig von Bayern (* 29. September 1463 in Heidelberg; † 28. März 1523 in Löwenstein). Er wurde am 24. Februar 1494 vom römisch-deutschen König Maximilian I. in den Reichsgrafenstand erhoben. Ludwig von Bayern, wie man ihn nannte, ist der Begründer des Fürstenhauses Löwenstein-Wertheim.

Ludwig von Bayern oder Graf Ludwig I. von Löwenstein erhielt als persönliche Ausstattung 1469 die kleine Herrschaft Scharfeneck mit der Burg Neuscharfeneck in der Rheinpfalz und 1488 das Kurpfälzische Amt Löwenstein mit Burg Löwenstein, nach der er sich (und das somit sein Geschlecht) nun benannte, sowie 1492 die Burg Wildeck. Aufgrund der Niederlage im Landshuter Erbfolgekrieg fiel die Grafschaft Löwenstein 1510 unter württembergische Oberhoheit. Auch die Herrschaft Scharfeneck ging 1622 verloren, kam aber 1634 an den Familienzweig Löwenstein-Wertheim-Rochefort zurück und blieb bis zum Reichsdeputationshauptschluss 1803 dessen einziger linksrheinischer Besitz.

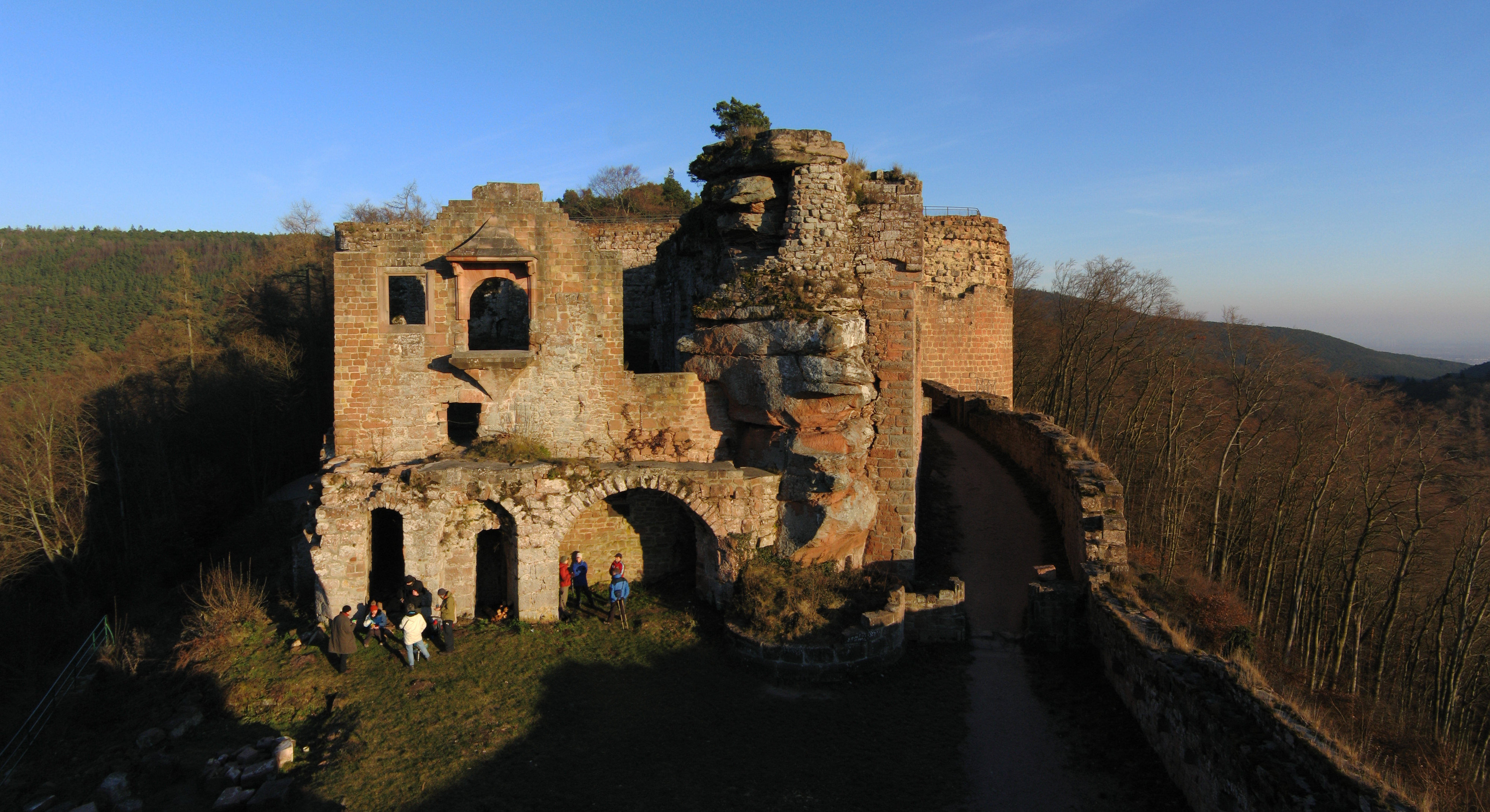
Burg Neuscharfeneck
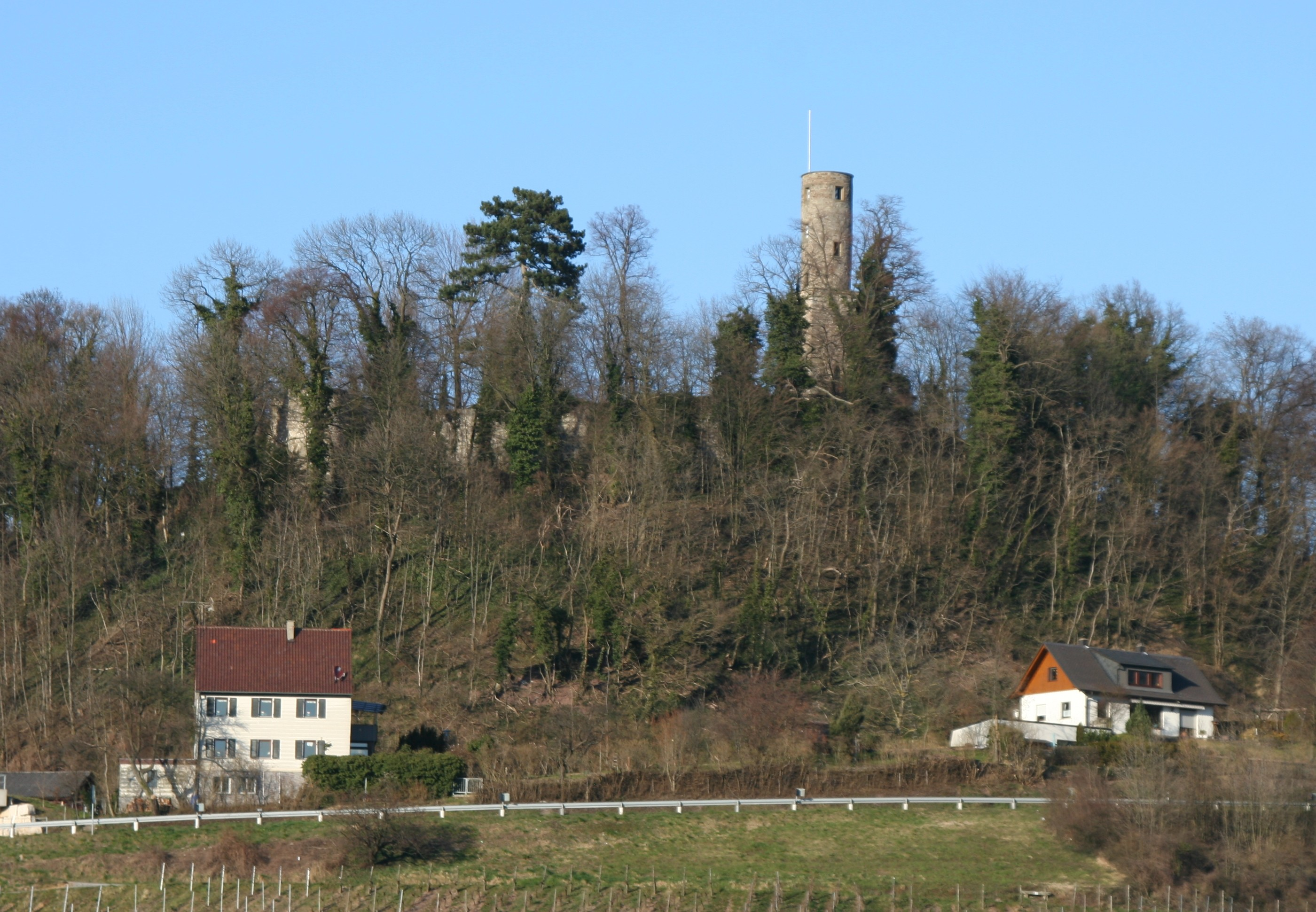
Burg Löwenstein
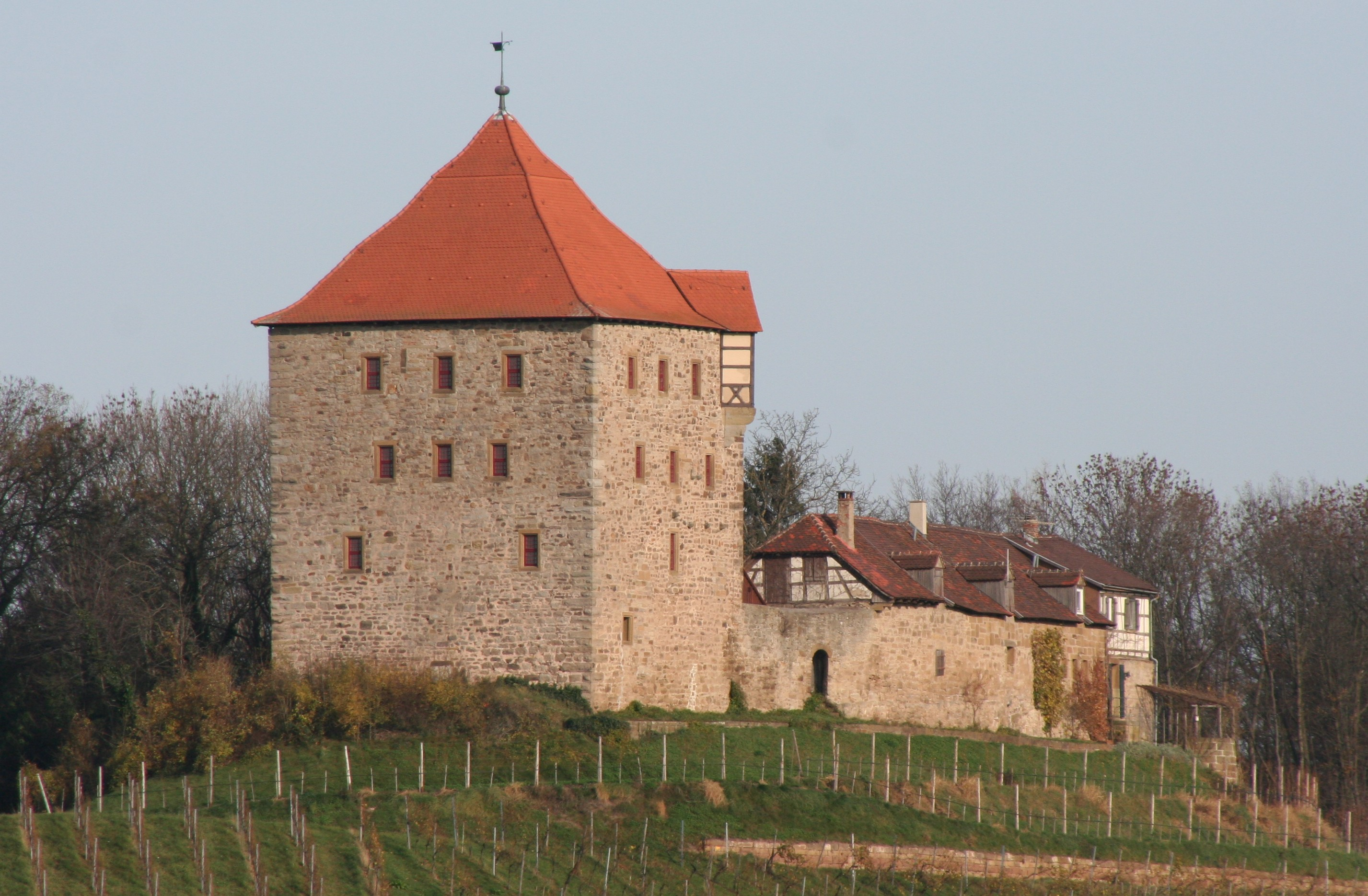
Burg Wildeck

Erst dem Enkel des ersten Löwensteiners, Ludwig III. von Löwenstein (1530–1611), gelang es dank der Heirat einer Erbtochter aus dem Hause der Grafen zu Stolberg und der Grafen von Wertheim, die Grafschaft Wertheim am Main und weitere Territorien zu erwerben und damit sein Haus im regierenden Reichsgrafenstand zu etablieren.

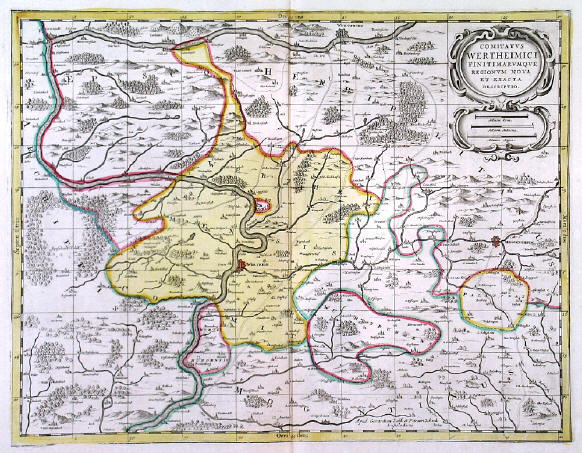
Karte der Grafschaft Wertheim im 17. Jahrhundert

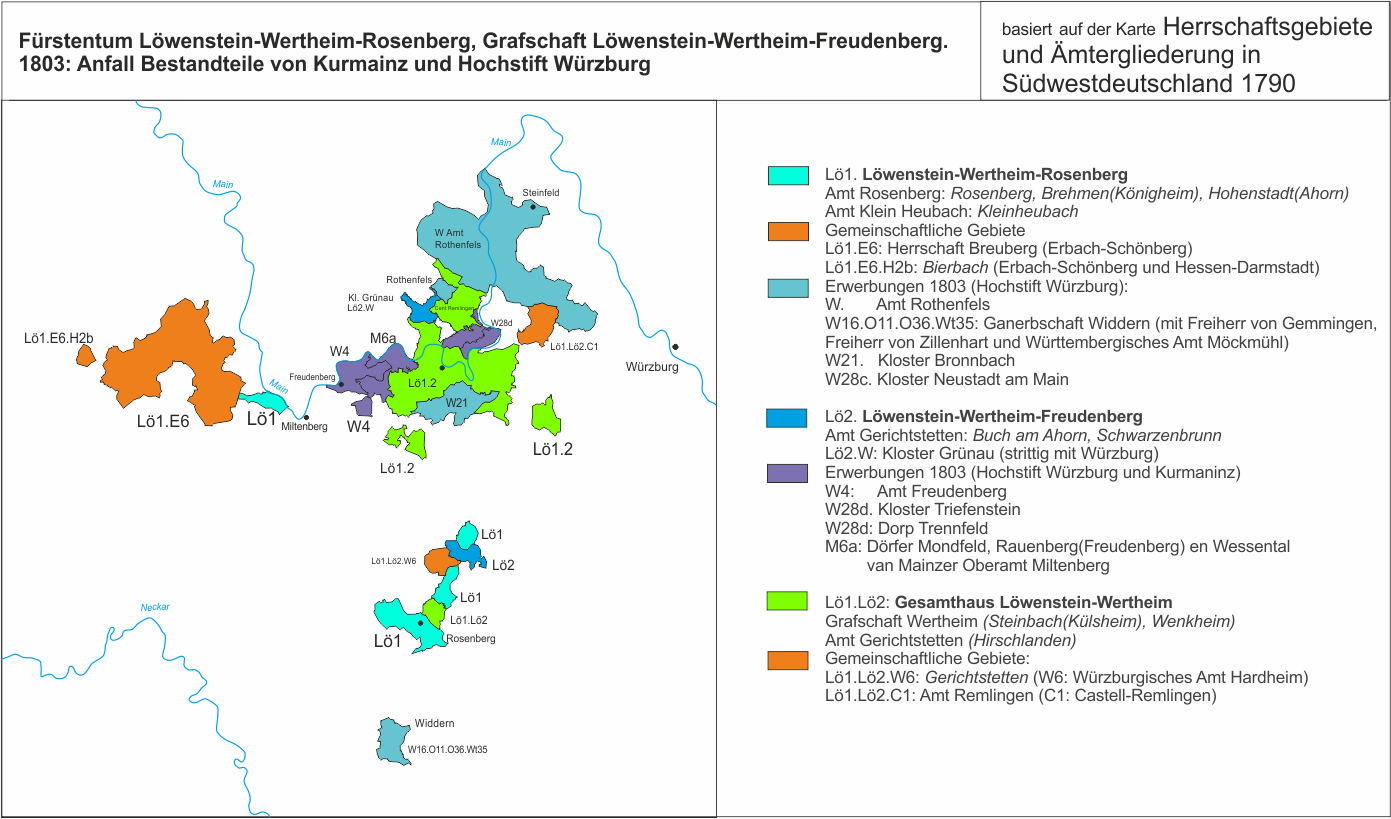
Karte der Gebiete des Fürstentums Löwenstein-Wertheim-Rosenberg und der Grafschaft Leiningen-Wertheim-Freudenberg in 1803

Der von Ludwig im Jahr 1597 erlassene Hausvertrag statutum gentilicium sprach allen seinen Söhnen das gleichberechtigte Erbfolgerecht zu. Dadurch war die bald im ganzen Heiligen Römischen Reich berühmt-berüchtigte Gemeinschaftsregierung der Grafschaft Wertheim ins Leben gerufen. Aufgrund dieses Hausvertrags sowie einer unterschiedlichen Konfessionspolitik der Söhne Ludwig III. spaltete sich das Adelshaus in zwei Hauptlinien: Der katholischen Löwenstein-Wertheim-Rocheforter Linie stand die lutherische Löwenstein-Wertheim-Virneburger Linie gegenüber. Infolge des Hausvertrags von 1597 waren diese Linien wiederum in verschiedene Zweige unterteilt, so dass immer mehrere Grafen gleichzeitig an der Regierung mitbeteiligt waren, was nicht selten die Ausübung der Regierungsgeschäfte mehr als schwierig machte.
Der katholischen Linie gelang es 1712, dank ihrer praktizierten Kaisernähe in den Fürstenstand aufzusteigen. Die Virneburger Linie konnte dies erst 1812 erreichen – allerdings von Bayerns Gnaden.
Zwischenzeitlich waren jedoch u. a. mit Rochefort (Belgien) und Virneburg die Besitzungen verloren gegangen, die bislang namensgebend für die beiden Linien gewesen waren. Um die beiden Linien auch künftig zu unterscheiden, wurde der katholischen Linie der Name Löwenstein-Wertheim-Rosenberg nach Rosenberg (Baden), der evangelischen Linie Löwenstein-Wertheim-Freudenberg nach Freudenberg (Baden) gegeben.
Am Vorabend der Französischen Revolution verfügte das Fürstenhaus über Besitzungen am Main, im Odenwald, in Böhmen, in der Pfalz, der Eifel, in den österreichischen Niederlanden und im Elsass. Jedoch waren diese allesamt recht kleinteilig, mit unterschiedlichen Rechtstiteln ausgestattet. Die Löwenstein-Wertheimer waren ein klassisches Beispiel für die sogenannten mindermächtigen Reichsstände, die nur in Einzelfällen und nur für kurze Zeit eine größere politische Bedeutung erlangten und meist auf die Region beschränkt waren. Im Reichsdeputationshauptschluss 1803 wurden den Löwenstein-Wertheimern für ihre verlorenen linksrheinischen Gebiete Entschädigungslande vornehmlich am Untermain zugesprochen, die Grafen von Löwenstein-Wertheim-Virneburg (bald darauf gefürstet als Freudenberger Linie) erhielten das im Zuge der Säkularisation aufgelöste Kloster Triefenstein, der Fürst zu Löwenstein-Wertheim-Rochefort erhielt das Kloster Bronnbach. Dadurch gelang es ihnen, ihr Staatsgebiet zu verdichten. Doch Zeit zur inneren und äußeren Konsolidierung gab es nicht. 1806 wurde das Haus von den Rheinbundfürsten mediatisiert. Seine Gebiete wurden unter nicht weniger als sechs Staaten aufgeteilt (Großherzogtum Baden, Königreich Württemberg, Königreich Bayern, Großherzogtum Würzburg, Großherzogtum Frankfurt, Großherzogtum Hessen-Darmstadt).
Die territoriale Neuordnung im Zuge des Wiener Kongresses 1815 sowie des Frankfurter Territorialrezesses von 1819 reduzierte die Zahl der die Löwenstein-Wertheimer betreffenden Souveränitätsstaaten wiederum auf vier (Großherzogtum Baden, Königreich Bayern, Großherzogtum Hessen-Darmstadt, Königreich Württemberg). Neben diesen Besitzungen im Altreich verfügten die Löwenstein-Wertheim-Rosenberger seit dem 18. Jahrhundert über umfangreiche Ländereien in Böhmen (Schloss Haid, Herrschaft Weseritz) – und sind nicht zu verwechseln mit dem böhmischen Adelsgeschlecht Rosenberg/Rožmberk.
Beide Linien existieren bis heute. Die Rosenberger Linie residiert seit 1720 in ihrem Schloss in Kleinheubach, während sie das Kloster Bronnbach 1986 verkauft hat; 2002 hat sie indes das Schloss Laudenbach erworben; ein jüngerer Zweig bewohnt die Burg Habitzheim. Die Freudenberger Linie ist heute auf Schloss Kreuzwertheim ansässig. 1995 veräußerten beide Linien die ruinöse Burg Wertheim an die Stadt.

### Löwenstein-Scharffeneck
Der Bruder des Fürsten Wilhelm aus der Freudenberger Linie, Leopold Prinz zu Löwenstein-Wertheim-Freudenberg, heiratete 1861 eine bürgerliche Frau, Auguste Wollrabe, Tochter eines Hamburger Schauspielers und Schriftstellers.  Da die Ehe mit einer bürgerlichen Frau nach dem damals für die Familie geltenden Recht keine Zugehörigkeit der Nachkommen zu der fürstlichen Familie erlaubte, wurde seinem Sohn Maximilian auf Antrag seines Vaters 1875 vom bayerischen König der Titel eines Grafen von Löwenstein-Scharffeneck verliehen. Leopold und Maximilian versuchten, vor den Gerichten eine Anerkennung der Zugehörigkeit zur fürstlichen Familie zu erreichen. Die Klagen wurden 1873 vom Obergerichtshof Karlsruhe und 1921 vom Reichsgericht abgewiesen. Die Nachkommen dieses Zweiges nannten sich Prinzen oder Prinzessinnen zu Löwenstein-Wertheim-Freudenberg. Bedeutende Vertreter dieses Zweiges waren der Historiker, Schriftsteller und Politiker Hubertus, sein Bruder, der Psychiater und Schriftsteller Leopold, und dessen Sohn Rupert, Bankier und lange Jahre Finanzmanager der Rolling Stones.

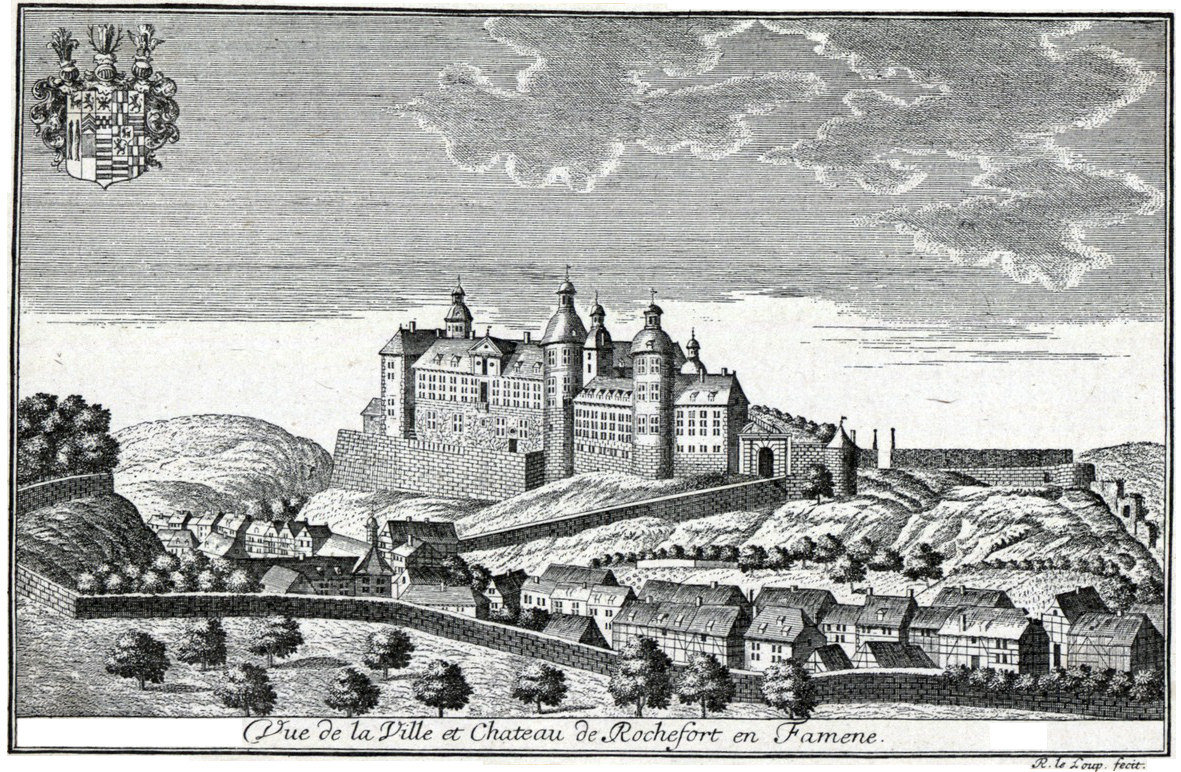
Schloss Rochefort
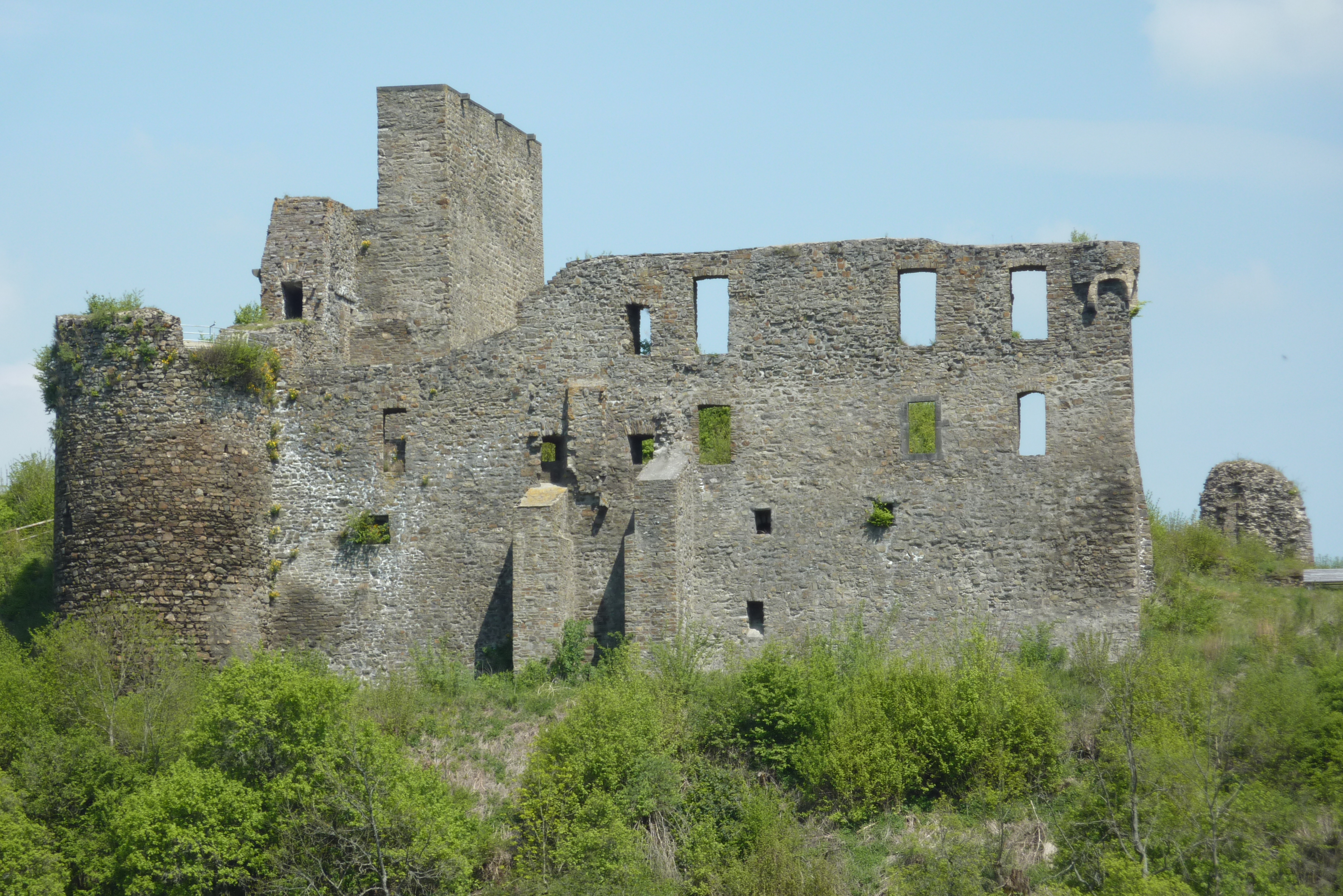
Virneburg
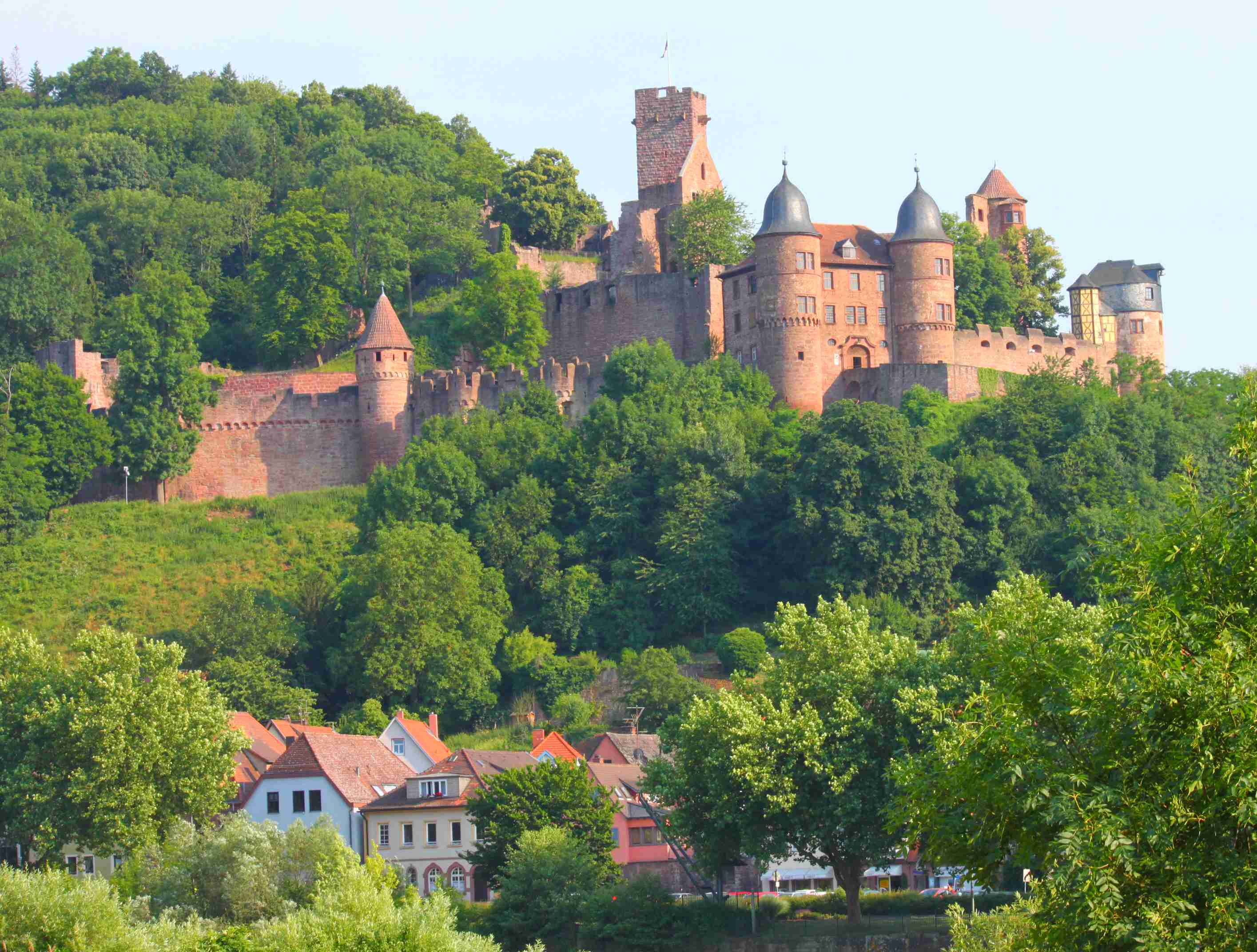
Burg Wertheim
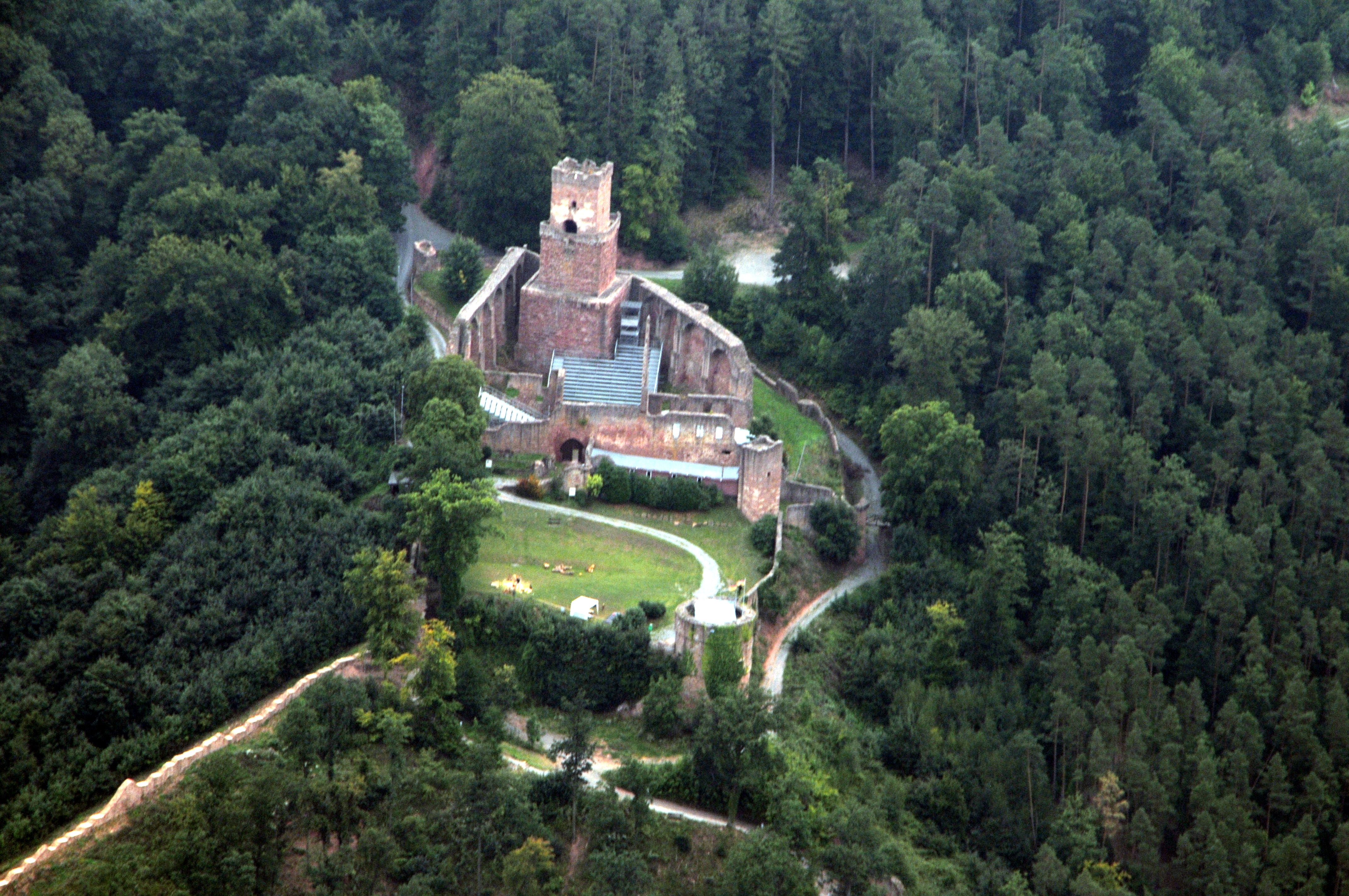
Burg Freudenberg
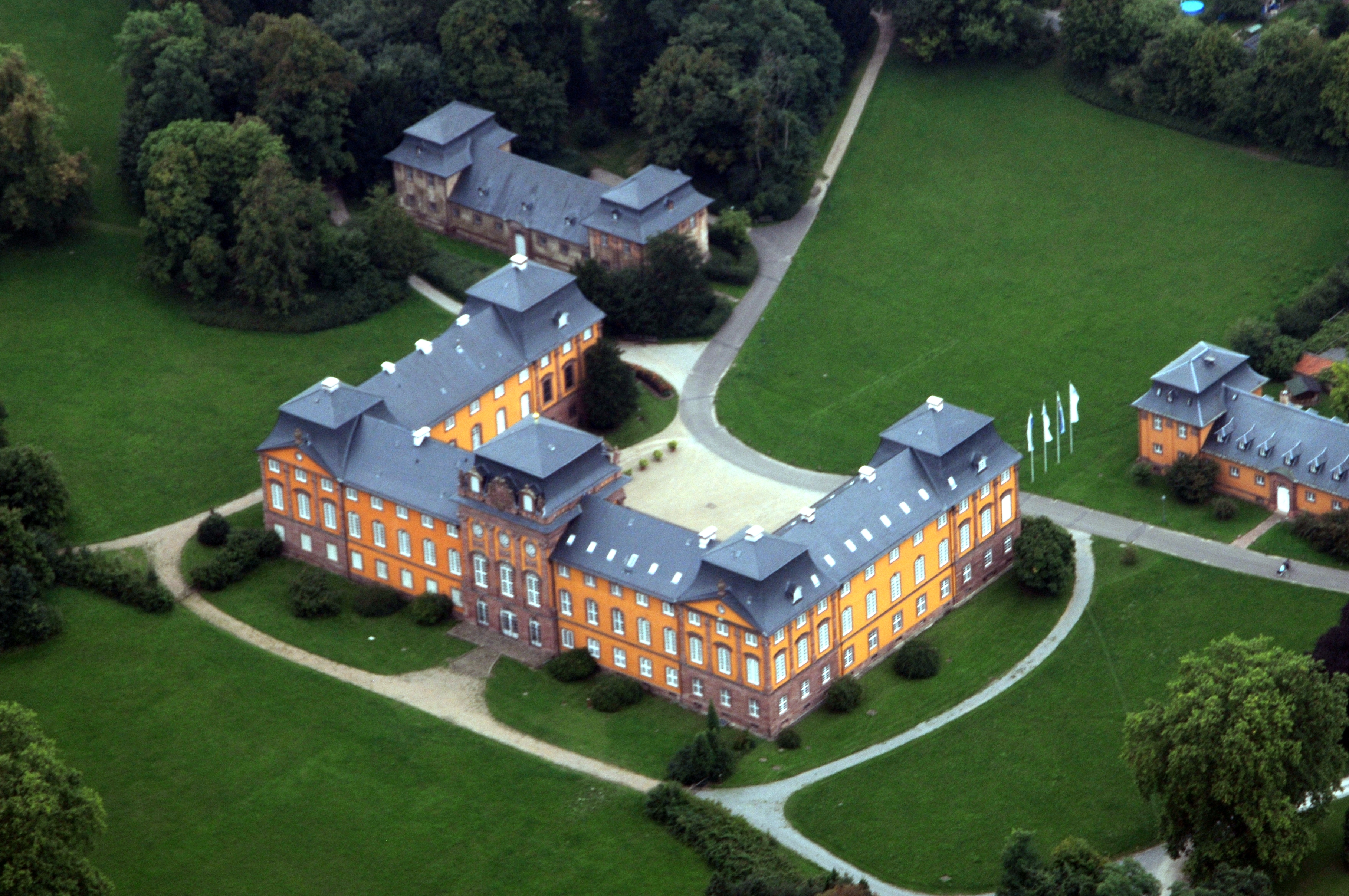
Schloss Löwenstein in Kleinheubach
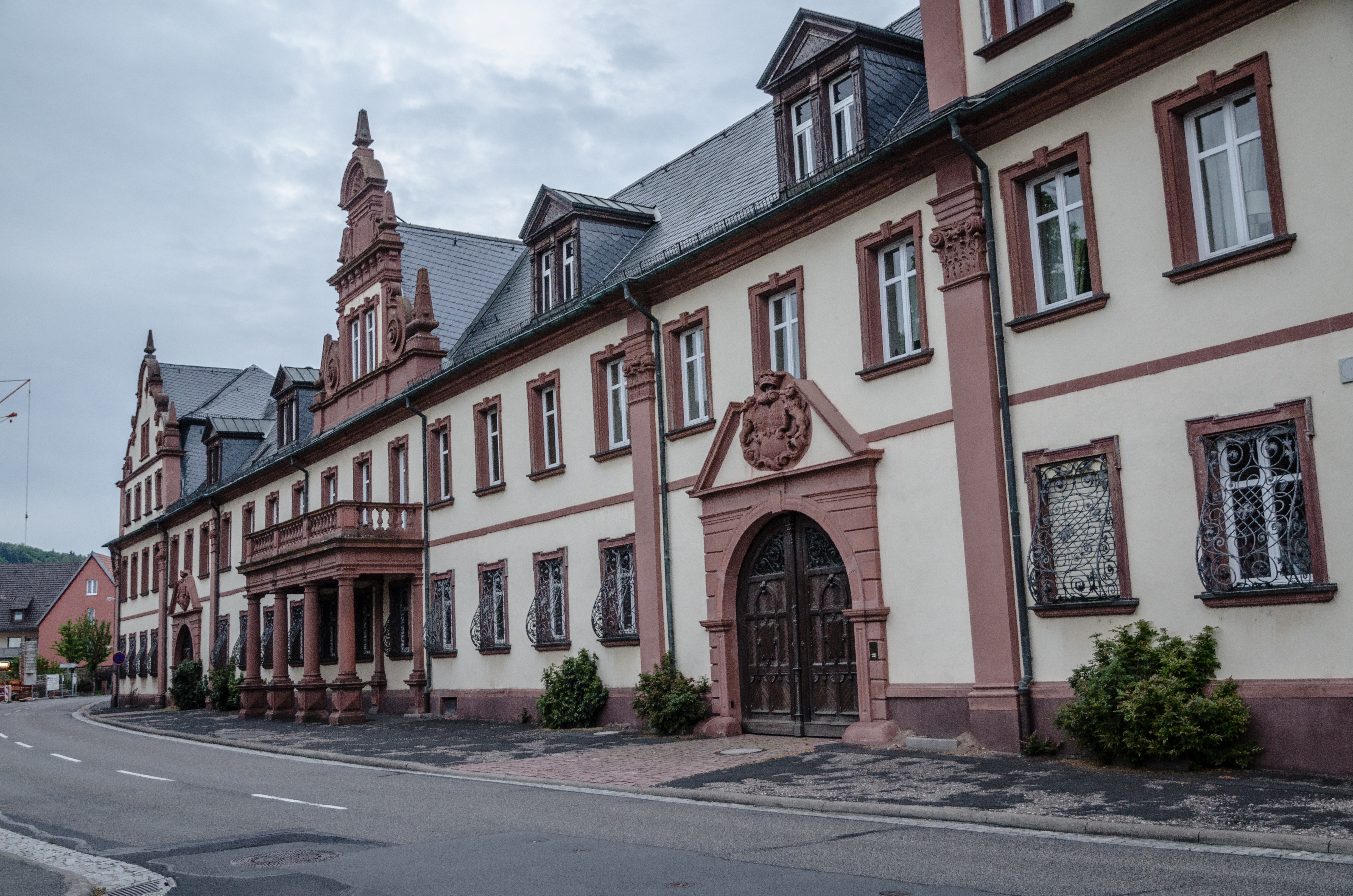
Schloss Kreuzwertheim

## Stammliste der Löwenstein

### Grafen von Löwenstein
- 1494–1523: Ludwig, Herr von Scharfeneck (* 1463; † 1523)
  - nicht standesgemäßer Sohn des Friedrich I. der Siegreiche, Kurfürst von der Pfalz und der Augsburgerin Clara Tott
  - erbt 1476 Löwenstein
  - am 27. Februar 1494 vom römisch-deutschen König und späteren Kaiser Maximilian I. in den Reichsgrafenstand erhoben
- 1524–1541: Graf Friedrich I. von Löwenstein (* 1502; † 1541)

### Graf von Löwenstein-Wertheim
- 1541–1611: Graf Ludwig von Löwenstein-Wertheim (* 1530; † 1611)
  - heiratet 1590 Anna Gräfin von Stolberg-Wertheim und Rochefort, Erbin der Grafschaften Wertheim und Rochefort

#### Erwerbungen – durch Heirat und Erbschaft
- Grafschaft Wertheim
- Grafschaft Virneburg (–1801)
- Grafschaft Rochefort (Belgien) (–1737)
- Herrschaft Chassepierre (Belgien)
- Grafschaft Herbimont (Belgien)
- Grafschaft Montaigu (Belgien)
- Grafschaft Neufchâteau (Belgien)
- Herrschaft Breuberg im Odenwald
- Grafschaft Königstein
- Herrschaft Freudenberg in Baden

#### Erwerbungen – durch Säkularisation
- Kloster Bronnbach (1802)
- Burg Rothenfels (1803)

#### Erbteilung
Der Tod von Graf Ludwig von Löwenstein-Wertheim führte 1611 zur Erbteilung und Gründung der Linien:
- Löwenstein-Wertheim-Virneburg
- Löwenstein-Wertheim-Rochefort

### Haus Löwenstein-Wertheim-Virneburg / später Freudenberg

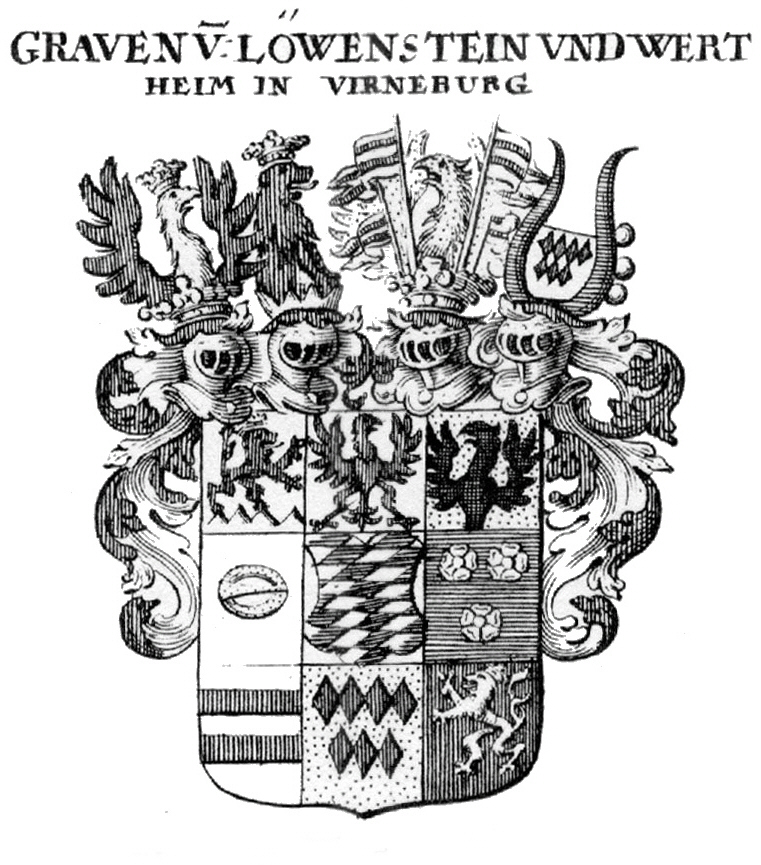
Löwenstein-Wertheim-Virneburg

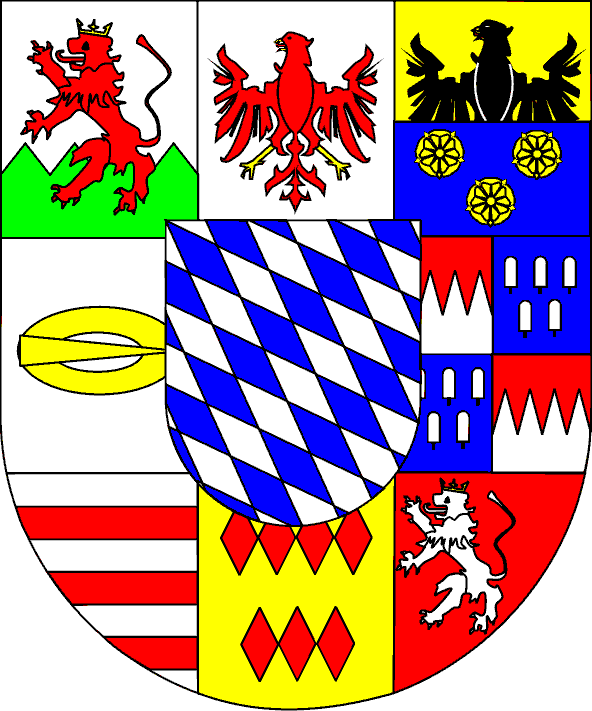
Löwenstein-Wertheim-Freudenberg

#### Grafen zu Löwenstein-Wertheim-Virneburg
- 1611–1618: Graf Christoph Ludwig zu Löwenstein-Wertheim-Virneburg (* 1568; † 1618)
- 1618–1657: Graf Friedrich Ludwig zu Löwenstein-Wertheim-Virneburg (* 1598; † 1657), erhielt 1631 Kloster Bronnbach
- 1657–1683: Graf Friedrich Eberhard zu Löwenstein-Wertheim-Virneburg (* 1629; † 1683)
- 1683–1721: Graf Heinrich Friedrich zu Löwenstein-Wertheim-Virneburg (* 1682; † 1721)

Aufgrund der fehlenden Primogenitur im Hause Löwenstein-Wertheim-Virneburg waren nach dem Tod von Graf Heinrich Friedrich alle seine fünf Söhne gleichberechtigt an der Regierung beteiligt.
Letztlich erhalten blieb die Vollrathsche Linie:
- 1721–1790: Graf Johann Ludwig Volrath zu Löwenstein-Wertheim-Virneburg (* 1705; † 1790)
- 1790–1812: Graf Johann Karl Ludwig zu Löwenstein-Wertheim-Virneburg (* 1740; † 1816)
  - wird am 19. November 1812 vom bayerischen König zum Fürsten erhoben
- 1779–1812: Fürst Friedrich Karl zu Löwenstein-Wertheim-Virneburg (* 1743; † 1825), seit 19. November 1812 Fürst Friedrich Karl zu Löwenstein-Wertheim-Freudenberg

#### Fürsten zu Löwenstein-Wertheim-Freudenberg
- 1812–1825: Fürst Friedrich Karl zu Löwenstein-Wertheim-Freudenberg (* 1743; † 1825)
- 1812–1816: Fürst Johann Karl Ludwig zu Löwenstein-Wertheim-Freudenberg (* 1740; † 1816)
- 1816–1855: Fürst Georg zu Löwenstein-Wertheim-Freudenberg (* 1775; † 1855)
- 1855–1861: Fürst Adolf zu Löwenstein-Wertheim-Freudenberg (* 1805; † 1861)
- 1861–1887: Fürst Wilhelm zu Löwenstein-Wertheim-Freudenberg (* 1817; † 1887)
- 1887–1918: Fürst Ernst Alban Ludwig zu Löwenstein-Wertheim-Freudenberg (* 1854; † 1931)

#### Chefs des Hauses Löwenstein-Wertheim-Freudenberg
- 1918–1931: Ernst Alban Ludwig Fürst zu Löwenstein-Wertheim-Freudenberg (* 1854; † 1931)
- 1931–1980: Udo Prinz („6. Fürst“) zu Löwenstein-Wertheim-Freudenberg (* 1896; † 1980)
- 1980–2010: Alfred-Ernst Prinz („7. Fürst“) zu Löwenstein-Wertheim-Freudenberg (* 1924; † 2010)[9]
- seit 2010: Ludwig Udo Hans Peter Alfred Prinz („8. Fürst“) zu Löwenstein-Wertheim-Freudenberg (* 1951)[10]

### Haus Löwenstein-Wertheim-Rochefort / später Rosenberg

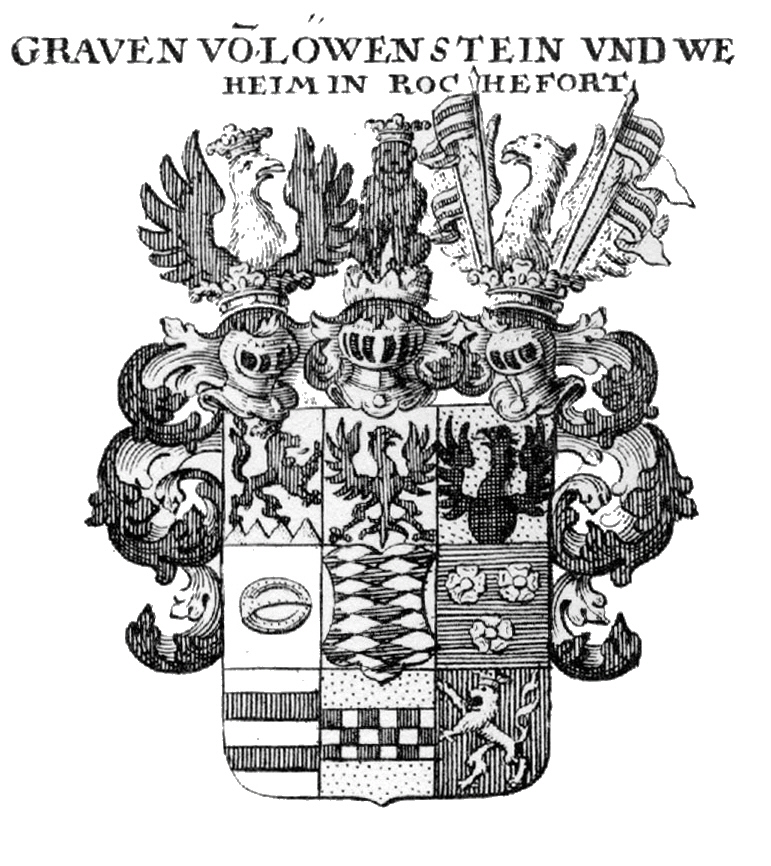
Löwenstein-Wertheim-Rochefort

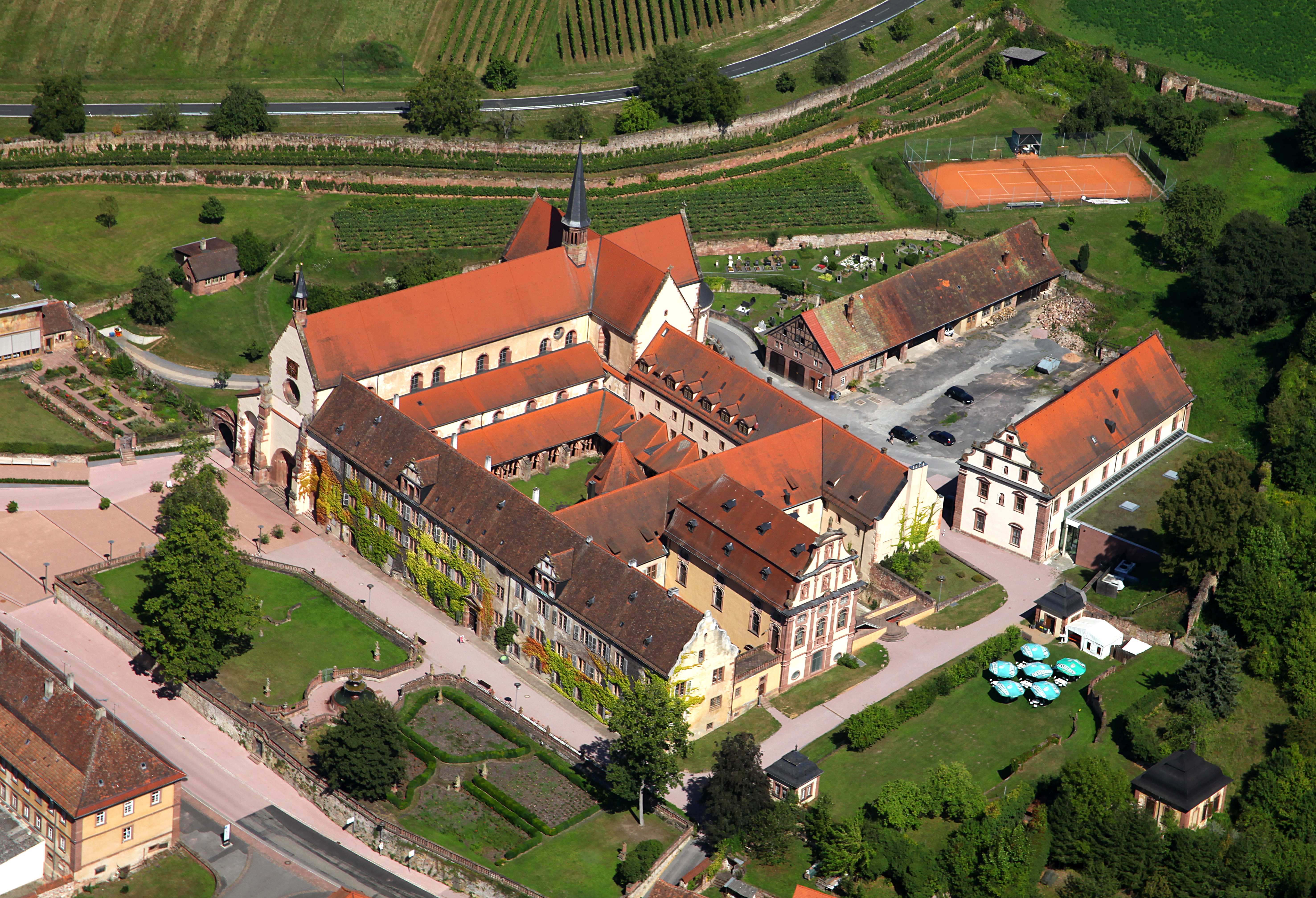
Kloster Bronnbach

#### Grafen zu Löwenstein-Wertheim-Rochefort
- 1611–1644: Graf Johann Dietrich von Löwenstein-Wertheim-Rochefort (* 1585; † 1644)
- 1644–1672: Graf Ferdinand Karl zu Löwenstein-Wertheim-Rochefort (* 1616; † 1672)
- 1672–1711: Graf Maximilian Karl Albrecht zu Löwenstein-Wertheim-Rochefort (* 1656; † 1718)
  - am 3. April 1711 zum Fürsten erhoben.

#### Fürsten zu Löwenstein-Wertheim-Rochefort
- 1711–1718: Fürst Maximilian Karl Albrecht zu Löwenstein-Wertheim-Rochefort (* 1656; † 1718)
- 1718–1735: Fürst Dominik Marquard zu Löwenstein-Wertheim-Rochefort (* 1690; † 1735), kauft 1730 Rosenberg
- 1735–1789: Fürst Karl Thomas zu Löwenstein-Wertheim-Rochefort (* 1714; † 1789), kaiserlicher Feldmarschall (1769–1789)
- 1789–1814: Fürst Dominik Constantin zu Löwenstein-Wertheim-Rochefort (* 1762; † 1814), erbt Püttlingen 1786,

seit 1812/13 Fürst zu Löwenstein-Wertheim-Rosenberg, erhielt 1803 Kloster Bronnbach (bis 1986 im Besitz der Familie). die Burg Rothenfels (bis 1919 im Besitz der Familie). das Amt Rothenfels mit rund 20.000 Morgen Wald, und die Benediktinerabtei Neustadt am Main mit seinem Spessartwald von 4.000 ha.

#### Fürsten zu Löwenstein-Wertheim-Rosenberg
- 1814–1849: Fürst Karl Thomas zu Löwenstein-Wertheim-Rosenberg (* 1783; † 1849)
- 1849–1908: Fürst Karl Heinrich zu Löwenstein-Wertheim-Rosenberg (* 1834; † 1921)
- 1908–1918: Fürst Aloys zu Löwenstein-Wertheim-Rosenberg (* 1871; † 1952)

#### Chefs des Hauses Löwenstein-Wertheim-Rosenberg
- 1918–1952: Aloys Fürst zu Löwenstein-Wertheim-Rosenberg (* 1871; † 1952)
- 1952–1990: Karl zu Löwenstein-Wertheim-Rosenberg (* 1904; † 1990)
- seit 1990: Alois Konstantin Fürst zu Löwenstein-Wertheim-Rosenberg (* 1941)

## Andere Familienmitglieder

Jahrgangsabzeichen „Fürst zu Löwenstein“ der Theresianischen Militärakademie in Wiener Neustadt

- Johann Ernst von Löwenstein-Wertheim-Rochefort (1667–1731), Bischof von Tournai
- Eleonore Maria Anna von Löwenstein-Wertheim-Rochefort (1686–1753), Gemahlin des Landgrafen Ernst II. Leopold von Hessen-Rotenburg
- Konstantin zu Löwenstein-Wertheim-Rosenberg (1786–1844), bayerischer Generalleutnant
- Christian Philipp von Löwenstein-Wertheim (1719–1781), österreichischer General der Kavallerie, Namenspatron des Ausmusterungsjahrgangs 2017 der Theresianischen Militärakademie
- Konstantin zu Löwenstein-Wertheim-Rosenberg (1802–1838), Publizist
- Sophie zu Löwenstein-Wertheim-Rosenberg (1809–1838), deutsche Prinzessin und Fürstin des Fürstentums Reuß älterer Linie
- Adelheid von Löwenstein-Wertheim-Rosenberg (1831–1909), ab 1851 Gemahlin des Ex-Königs Michael I. von Portugal
- Anne Prinzessin zu Löwenstein-Wertheim-Freudenberg (1864–1927), Flugpionierin
- Maria Theresia zu Löwenstein-Wertheim-Rosenberg (1870–1935), ab 1893 Gemahlin des portugiesischen Thronprätendenten, Herzog Michael von Braganza
- Hubertus Prinz zu Löwenstein-Wertheim-Freudenberg (1906–1984), Journalist, Schriftsteller und Politiker
- Felix zu Löwenstein-Wertheim-Rosenberg (1907–1986), Ordensgeistlicher, Jesuit, Theologe und Autor
- Rupert Ludwig Ferdinand zu Löwenstein-Wertheim-Freudenberg (1933–2014), deutsch-britischer Bankier, Finanzmanager der Rolling Stones
- Carl Friedrich Prinz zu Löwenstein (1966–2010), als Leo Löwenstein deutscher Rennfahrer[11]
- Karl Prinz zu Löwenstein-Wertheim-Rosenberg (* 1952), Vorstandsvorsitzender des Malteser Hilfsdienst e. V.
- Felix Prinz zu Löwenstein-Wertheim-Rosenberg (* 1954), Agrarwissenschaftler
- Stephan Prinz zu Löwenstein-Wertheim-Rosenberg (* 1968), Journalist

## Wappen

### Kleines Wappen

Wappen der Löwenstein-Wertheim

Das Wappen ist geteilt, oben gespalten, rechts in Silber auf vier grünen Bergen einwärts-schreitend ein gold-gekrönter roter Löwe (Löwenstein), links von Blau und Silber schrägrechts geweckt (Wittelsbach), unten geteilt, oben in Gold ein wachsender schwarzer Adler, unten in Blau drei (2:1) silberne Rosen mit goldenen Butzen (Wertheim). Auf dem Helm mit rot-silbernen Decken der Löwe auf den Bergen.

### Wappen der Löwenstein-Wertheim-Rochefort

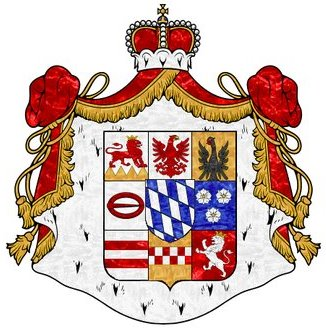
Großes Wappen des Fürstenhauses Löwenstein-Wertheim-Rochefort

- Feld 1: Löwenstein, in Silber auf grünem drei- oder viergespitztem grünen Schildfuß (drei- oder viergespitzter natürlicher Felsen) schreitend ein roter Löwe, gekrönt.
- Feld 2: Montaigu, in Silber ein roter Adler
- Feld 3: Wertheim, obere Hälfte: in Gold ein schwarzer aus der Teilung hervorkommender Adler.
- Feld 4: Rochefort, in Silber eine rote ovale Schnalle.
- Herzschild: Wittelsbacher blau-silberne schräge Rauten. Als eheliche Nachkommen des Kurfürsten Friedrich I. („der Siegreiche“) von der Pfalz führen die Löwensteiner das Stammwappen der Wittelsbacher. Schwarze leere eingebogene Spitze.
- Feld 6: Wertheim, untere Hälfte: in Blau 3 silberne Rosen mit goldenem Butzen
- Feld 7: Breuberg, in Silber zwei rote Balken.
- Feld 8: in Gold ein roter Löwe, darüber ein dreireihig silbern-rot geschachter Balken. Das Ursprungswappen derer von der Mark ist der geschachte Balken. Der Löwe stammt von den Arenberg.
- Feld 9: Scharfeneck, in Rot ein silberner Löwe, gekrönt.

## Archiv
Um die im Jahre 1975 vom Land Baden-Württemberg erworbenen Löwenstein-Wertheimischen Archive aufzunehmen, wurde zum 1. Januar 1978 das Staatsarchiv Wertheim als Abteilung 8 des Landesarchivs Baden-Württemberg im ehemaligen Spital des Klosters Bronnbach eingerichtet. Das Staatsarchiv Wertheim verwahrt die Überlieferung der 1556 ausgestorbenen Grafen von Wertheim und umfasst ein gemeinschaftliches Archiv sowie die zwei Löwenstein-Wertheimischen Linienarchive. Darin wurde bald auch das Stadtarchiv Wertheim eingebracht. Mit diesem kleineren Verbund wurde der Weg für den am 7. Dezember 1988 unter der Trägerschaft des Staatsarchivs Wertheim eingerichteten Archivverbund Main-Tauber bereitet.